# T-44坦克
T-44坦克是蘇聯在第二次世界大戰開始生產的一種中型坦克，用以取代當時大量服役的T-34坦克。對比於T-34以及後來的T-54/55坦克，T-44生產數量很少，僅有約2000輛左右。不過這輛坦克的諸多設計被沿用在後來服役的T54/55與T-62等坦克上。

## 历史

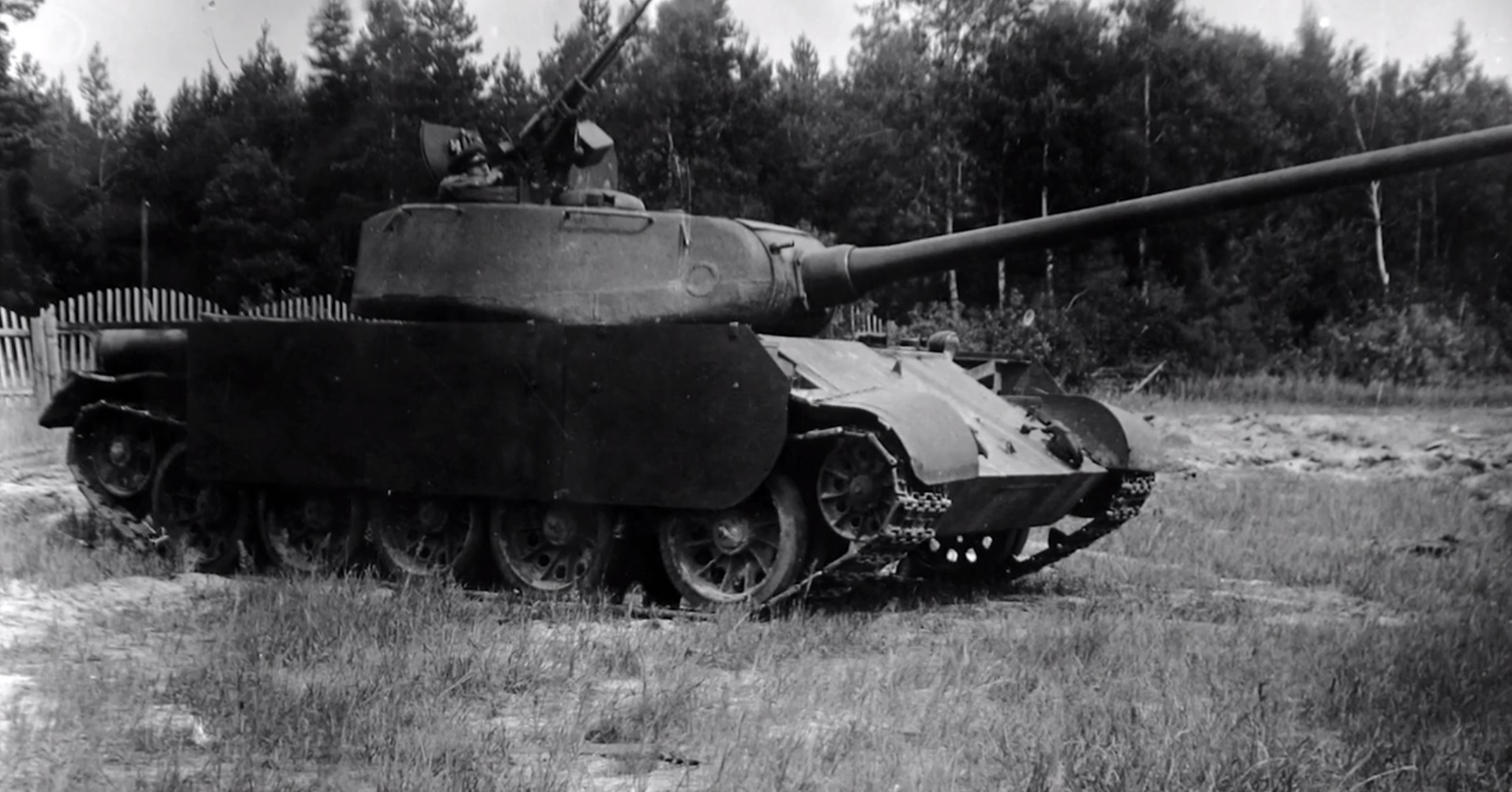
T-44-100坦克

T-44的研發計畫始於1943年，也就是Object 136計畫。基本設計與T-34/85很接近，同時參考稍早另外兩種設計案：T-34M以及T-43坦克。在設計上，T-44從原先克莉絲蒂懸吊系統改為扭力桿，發動機與車軸成90度角的安裝方式給予乘員較大的活動空間，移動空氣濾清器的位置以降低發動機艙的高度，加上新的5段變速箱。頭兩輛原型車安裝D-5T 85毫米炮，第三輛則改用D-25-44 122毫米炮以及一個特製的砲塔。在測試的過程中發現122毫米炮並不適合使用在這種噸位的坦克上，因此量產型決定使用85毫米坦克炮。

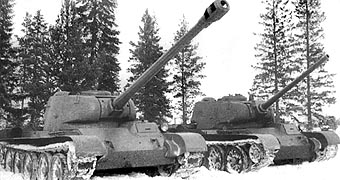
T-44坦克第二代两种版本——T-44-85与T-44-122在比较测试中的合影

經過測試之後，T-44於1944年底開始進入量產，不過在大戰結束前並未進入蘇聯陸軍服役，主要原因是陸軍不希望在戰爭時期另外接收新的坦克，造成訓練以及後勤上的壓力。
1946年蘇聯開始引入T-54坦克，T-44的生產則在1947年終止，不過仍舊在紅軍中服役。基於冷戰時期保密的需要，T-44坦克的存在被刻意的隱藏，從未出現在任何公開遊行的場合中，除了文字描述以外，也沒有照片顯示蘇聯曾經将T-44派駐在東德，或者是參加1956年入侵匈牙利的行動。此外，T-44也沒有外銷到其他國家，因此很少被其他國家知道這一款坦克的實際狀況。

## 文化
到了1960年代蘇聯逐漸公開這款坦克的時候，T-44已經屬於落伍的裝備，主要出現的場合轉變為電影。在德国电影《帝国的毁灭》以及苏联电影《解放》等，T-44坦克模拟为四号坦克、豹式坦克、虎式坦克等德国坦克出演。

## 外部連結
- Soviet Union's T-44 Medium Tank